# Emory H. Price

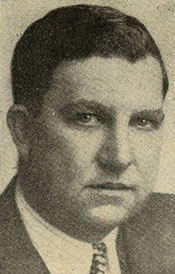
Emory H. Price

Emory Hilliard Price (* 3. Dezember 1899 in Bostwick,  Putnam County, Florida; † 11. Februar 1976 in Jacksonville, Florida) war ein US-amerikanischer Politiker. Zwischen 1943 und 1949 vertrat er den Bundesstaat Florida im US-Repräsentantenhaus.

## Werdegang
Emory Price besuchte die öffentlichen Schulen im Duval County in Florida. Nach einem anschließenden Jurastudium am Jacksonville Law College und seiner im Jahr 1936 erfolgten Zulassung als Rechtsanwalt begann er in Jacksonville in seinem neuen Beruf zu arbeiten. Von 1929 bis 1932 war er Stadtrat in Jacksonville; von 1932 bis 1942 leitete er die Erfassungsbehörde im Duval County.
Politisch war Price Mitglied der Demokratischen Partei. Bei den Kongresswahlen des Jahres 1942 wurde er im zweiten Wahlbezirk von Florida in das US-Repräsentantenhaus in Washington, D.C. gewählt, wo er am 3. Januar 1943 die Nachfolge von Robert A. Green antrat, der in den neugeschaffenen sechsten Distrikt wechselte. Nach zwei Wiederwahlen konnte er bis zum 3. Januar 1949 drei Legislaturperioden im Kongress absolvieren. Diese waren von den Ereignissen des Zweiten Weltkrieges und dessen Folgen geprägt.
1948 wurde Emory Price von seiner Partei nicht mehr zur Wiederwahl nominiert. In den folgenden Jahren arbeitete er wieder als Anwalt. Außerdem wurde er im Immobiliengeschäft tätig. Emory Price starb am 11. Februar 1976 in Jacksonville, wo er auch beigesetzt wurde.